# النمر الأسود (فلم)
النمر الأسود فيلم بطولة الفنان أحمد زكي وأحمد مظهر ووفاء سالم.

## قصة الفيلم
تدور قصة الفيلم حول قصة حقيقية لكفاح العامل المصري(محمد حسن المصري) في ألمانيا الذي يتعلم من صغره مهنة الخراطة ويسافر للعمل بهذه الحرفة في ألمانيا. يعاني هذا العامل في الغربة من صعوبة التعامل مع الأخرى ن لعدم قدرته على التحدث بالألمانية أو حتى بالإنجليزية، وأيضا يعاني من اضطهاد زميل له في العمل بسبب كونه أسود البشرة ويدبر له مكيدة يكون من نتائجها فصل العامل المصري من العمل بدون شهادة خبرة. يتعرف العامل أثناء فترة عمله على مدرب ملاكمة مصري يوناني فيعتبره صديقا له، ويتدرب على يديه حتى يصبح بطلا في الملاكمة. ويتعرف أيضا على جارة له ويقع في حبها، غير أن والدها لا يرضى أيضا بأن تتزوج ابنته من زنجي أسود، إلا أنهما يتزوجان ويفرض العامل نفسه على الصناعة بفكرة جديدة يطرحها على ماكينة الخراطة ومن ثم يصبح رجلا مسؤولا غنيا له شأنه في ألمانيا.
تم تصوير الفيلم في مدن هاناو وماينتال ومولهايم أم ماين في ولاية هسن في ألمانيا.

## محمد حسن المصري
صاحب القصة الحقيقية ولد في 1948 وكان ملاكما محترفا في ألمانيا فاز عدة مرات ومثل ألمانيا في كندا.
وقد توفي في 2014 في حادث مأساوي 

## روابط خارجية
- النمر الأسود على موقع قاعدة بيانات الفيلم (الإنجليزية)
- النمر الأسود على موقع ليتربوكسد (الإنجليزية)